# Philippe-Fortuné Durand
Philippe-Fortuné Durand, né le 1er mai 1798 à Paris et mort en juin 1876 à Lyon, est l'un des premiers daguerréotypistes professionnels français.

## Biographie
Philippe-Fortuné Durand naît le 1er mai 1798 à Paris au 121 rue Saint Honoré, en face de l'Oratoire des Protestants. Fait inhabituel pour l’époque, il n'est baptisé que 12 ans plus tard, à l’église Saint-Germain-L'Auxerrois. 

### Milieu familial
Son père, Philippe Durand, et son oncle, Mathieu, tous deux dessinateurs, étaient issus du second mariage d’Anthelme Durand, un enfant adopté par l’hôpital de la Charité et ouvrier en étoffes de soie, avec Françoise Lambert, dévideuse de soie originaire de Presle en Savoie.
Après le décès d’Anthelme Durand en 1793, Philippe Durand, le père de Philippe-Fortuné, s’installe probablement à Paris, où il épouse, au printemps 1797, Sophie Apolline Lefer. Née à Troyes, au gré des affectations de son père greffier, cette dernière descend d’une ancienne lignée parisienne, ses arrière-grands-parents s’étant mariés à Versailles en 1687, où Christophe Lefer était officier de bouche de la reine Marie Leszczyńska.
Philippe Durand décède à Paris en novembre 1819. Moins d’un an plus tard, Philippe-Fortuné Durand perd sa sœur Élisabeth, âgée de 21 ans. Il est peut-être encore à Paris en décembre 1822, lors du mariage de sa sœur Sophie avec un fabricant de châles lyonnais, célébré à Saint-Germain-l’Auxerrois, ou pour les noces de sa mère qui, en 1825, épouse un dentiste seulement six mois plus âgé que son fils Philippe Fortuné.

### Installation à Lyon et carrière professionnelle
En 1829, Philippe-Fortuné Durand s’installe à Lyon, où il épouse Jeanne-Marie Guillon en novembre à l’église Saint-François de Sales. La même année, il ouvre un atelier de gravure sur bois et métal au Passage de l’Argue.
En 1838, il expose au Salon la ville des gravures sur bois, de vues de Lyon d'après des daguerréotypes, des planches pour l'illustration (notamment d'après Leymarie), les portraits de J. Cleberg et de Jacquard (ce dernier d'après la statue de Foyatier). En 1840, il obtient un bail commercial en tant photographe, revendiquant plus tard le titre de plus ancienne maison photographique de France, une information difficilement vérifiable aujourd'hui, faute de documentation précise.
Dans un courrier au peintre et sculpteur Antoine Louis Barye du 20 janvier 1844, Philippe Fortuné Durand se décrit comme « toujours graveur, moitié artiste, moitié marchand, je passe la vie assez agréablement entre ma femme, mes deux filles et dans la famille de ma femme ». Toujours installé au Passage de l’Argue en 1850, il marie sa fille aînée, Philiberte, à Amédée Willemin, un graveur originaire de Morteau, qui devient son collaborateur dans ses travaux photographiques.
En 1860, au mariage de sa seconde fille, Eugénie, la famille a déménagé au 11 quai d’Orléans (aujourd’hui quai de la Pêcherie), où se trouve également son studio photographique. Son gendre, Benjamin Escudié, rejoint alors l’entreprise familiale. Philippe Fortuné Durand a également occupé d’autres adresses professionnelles : au 3 rue du Bât d’Argent dans les années 1860, puis au 8 rue de l’Arbre Sec, bien que la date exacte soit inconnue.

### Décès et succession
Philippe Fortuné Durand s’éteint en juin 1876 au 5 quai Fulchiron, chez les Escudié, quelques mois après la naissance du neuvième enfant de sa fille Eugénie. Après des funérailles à l’église Saint-Vincent, il est inhumé à Trévoux, où il possédait une propriété.
En 1882, Benjamin Escudié transfère le studio photographique au 6 place des Cordeliers. La façade de l’immeuble portait en lettres majuscules le nom de l’entreprise, héritée de Philippe Fortuné Durand. Cette inscription, visible sur des clichés de l’époque, a disparu lors de la transformation du quartier Grolée, achevée en 1891.

## Production photographique

### Les daguerréotypes
A cette époque, Lyon n'échappe pas à la « daguerréomanie ». Une vingtaine de studios photographiques s'ouvrent dans la région, chiffre élevé par rapport à Paris qui en recense alors 56.

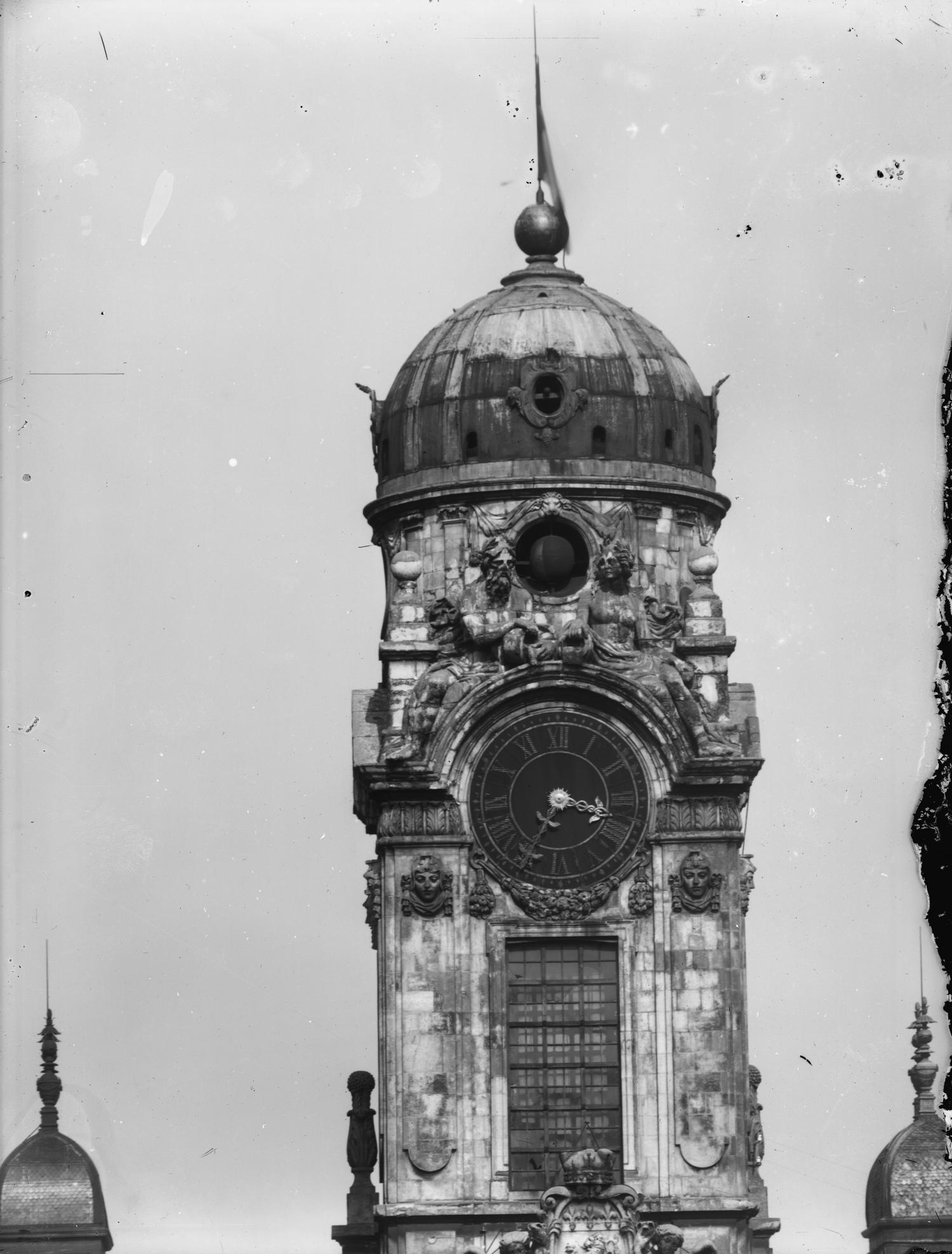
Horloge du beffroi de l'Hôtel de ville de Lyon, probablement de Philippe-Fortuné Durand, photographie incorporée dans le fonds Jules Sylvestre.

Cet engouement s'inscrit dans la vague des nombreux peintres portraitistes qui se reconvertissent au nouveau procédé et parfois colorient même les photos pour les faire ressembler à d'authentiques tableaux. La guerre de 1870 est un autre facteur qui apporte beaucoup de travail aux studios photographiques, car les mobilisés tiennent à se faire photographier en tenue militaire.
Fort peu après l'annonce officielle de l'invention photographique, Durand exécute des daguerréotypes de Lyon non inversés, car il les redresse latéralement en fixant un prisme étamé sur l'objectif. En effet, alors en pleine vague de reconstruction, la ville devient son sujet de prédilection. Indispensable pour les paysages, ce dispositif allonge encore la durée d'impression qui exige une bonne dizaine de minutes au soleil. Sur une photo de l'Hôtel de Ville, on remarque que l'aiguille des minutes de l'horloge a posé pendant ce temps. Évidemment, la longue insolation de la plaque élimine les contours de tous les sujets en mouvement tels que les piétons, voitures ou animaux et ils subsistent seulement sous la forme de traînées fuligineuses. Le daguerréotype sert ainsi à Durand de canevas pour obtenir une vue réaliste du paysage à laquelle il rajoute des sujets animés pour obtenir une image plus vivante.

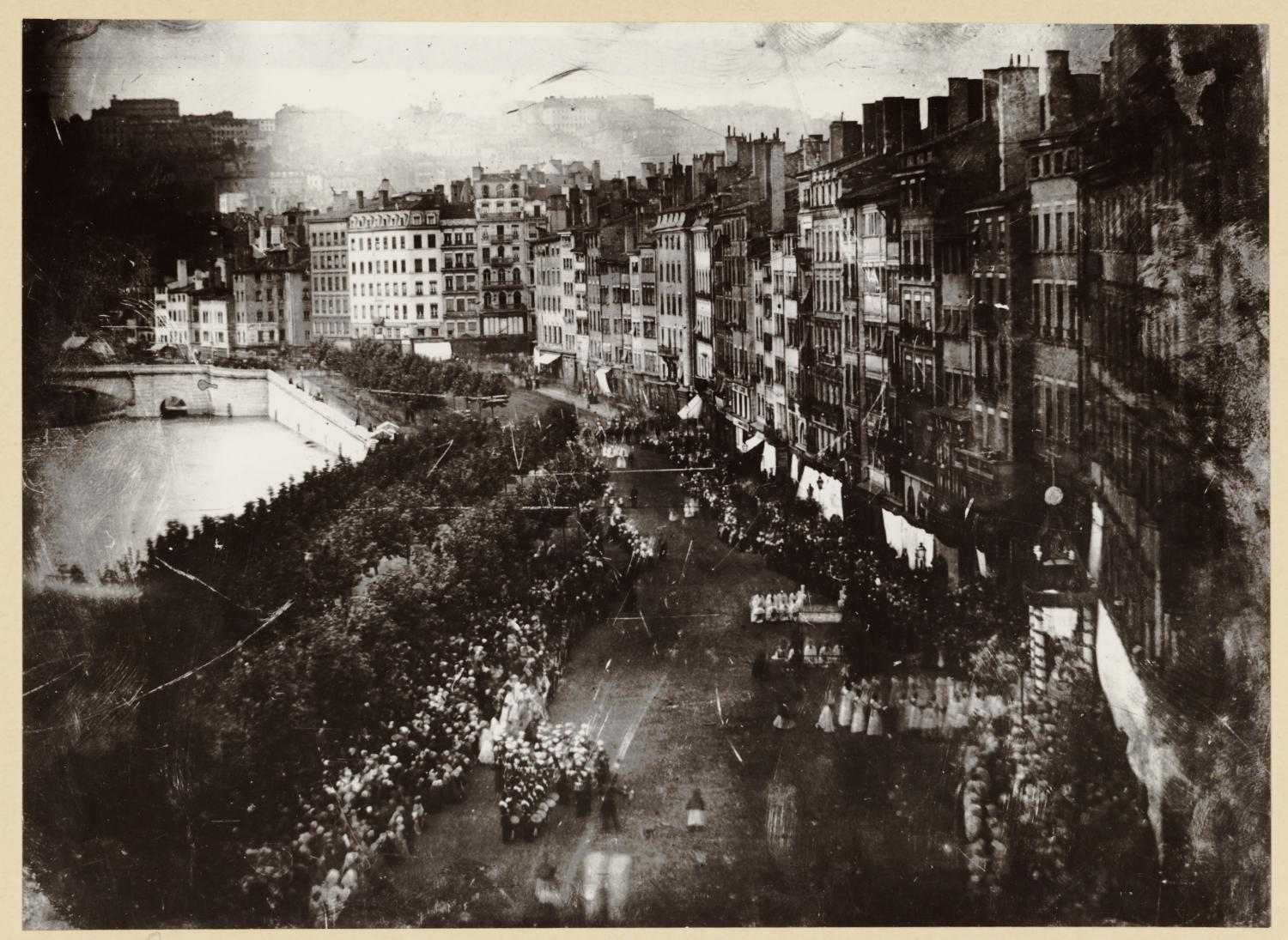
Procession religieuse quai Saint-Antoine : seule photographie identifiée dans le fonds Jules Sylvestre comme étant de Philippe-Fortuné Durand.

En plus de ce travail iconographique, très utile pour illustrer le Guide de l’Etranger à Lyon du cousin Chambet, il installe un studio à la « Galerie de l'Argue » dans un atelier en étage pour disposer d'une bonne lumière naturelle. Sa notoriété lui fait pratiquer le prix élevé de 15 francs par portrait toujours exécuté au prisme redresseur. Il donne aussi aux amateurs des leçons de photo, leur fournit des appareils, les indispensables plaques, les produits, dont la fameuse « liqueur de Thierry ». A ne pas confondre avec un breuvage, cet additif de développement concocté par un de ses clients permet d'augmenter considérablement la sensibilité de la plaque.
Le Salut public propose d’ailleurs en janvier 1866 à ses lecteurs d’offrir leur portrait, réalisé par Philippe Fortuné Durand au 11 quai d’Orléans, comme alternative à la traditionnelle carte de visite. Peu après, Benjamin Escudié devient le seul responsable de l’affaire, Amédée Willemin étant décédé en 1870. À cette époque, plusieurs photographes s’installent à Lyon, dont Antoine Lumière, père d’Auguste et Louis, qui ouvre son studio en 1871 au 15 rue de la Barre.
Outre les portraits en studio, Philippe Fortuné Durand réalise également des daguerréotypes de Lyon et de ses environs ainsi que des négatifs papiers. On lui doit des clichés emblématiques, tels que la démolition du Pont du Change après la construction du nouveau Pont de Nemours, une procession religieuse au quai Saint-Antoine, ou encore une photographie de la Vierge de Fourvière lors de son installation sur le clocher de la chapelle en 1852.

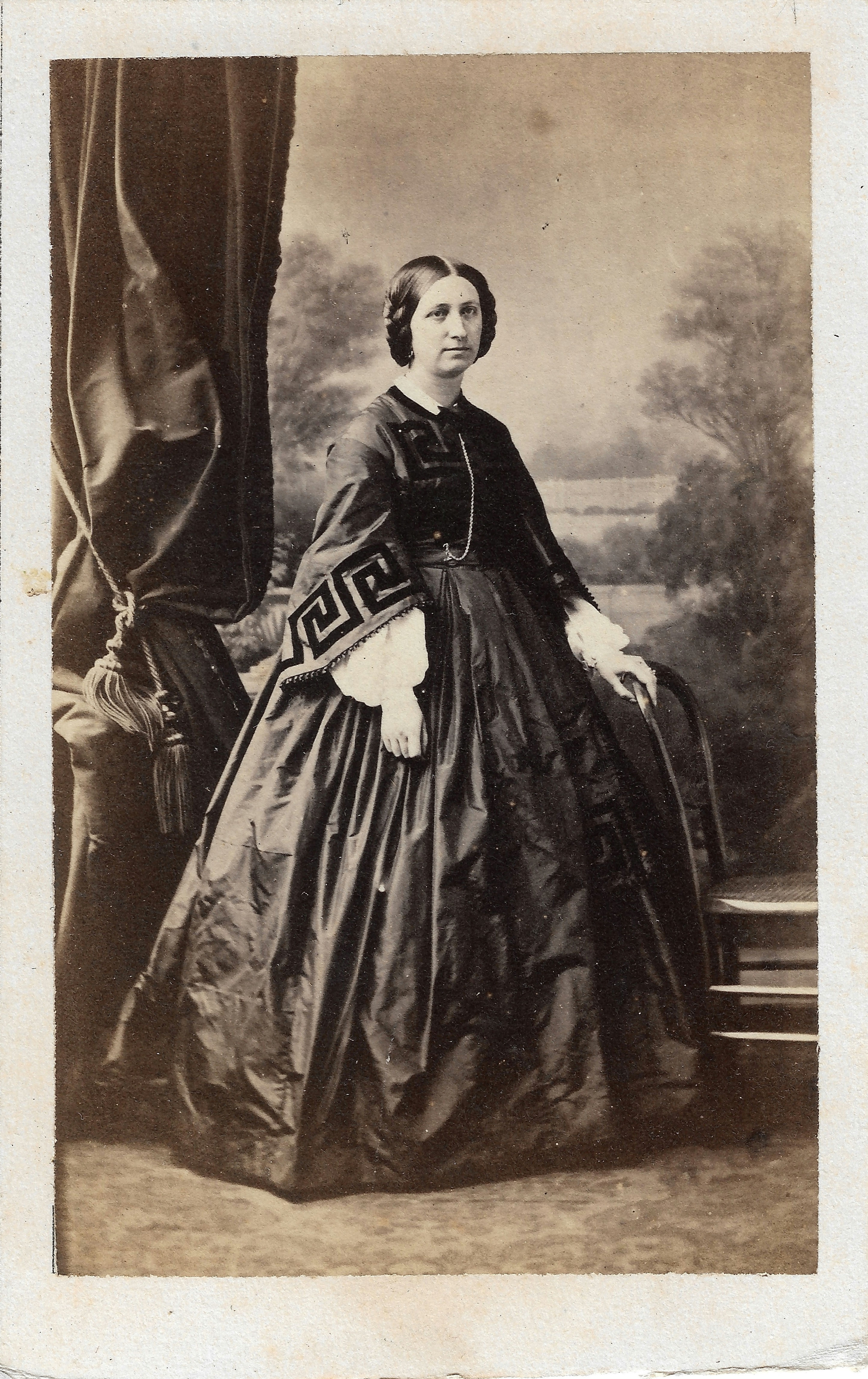
Portrait au format carte-de-visite d'une femme en pied, vers 1860.

### Le collodion humide
En 1851, un nouveau mode opératoire imaginé par un britannique Scott Archer, porte un coup fatal à la daguerréotypie et à la calotypie (mise au point par Fox Talbot en 1841) et révolutionne la photographie. Appelé procédé au collodion humide, il consiste à impressionner une plaque de verre négative sensibilisée juste avant la prise de vue. L'avantage sur le daguerréotype est une rapidité accrue et le pouvoir de multiplier à volonté le nombre des épreuves positives sur papier et ce sans le grain du calotype. On peut aussi bien tirer des portraits en grandeur nature que les réduire au format d'une carte de visite c'est-à-dire 6 x 9 cm.
À partir de 1859 de nouveaux « collodionistes » opèrent à Lyon, et Durand aidé de ses deux gendres, se reconvertissent à cette nouvelle technique. La concurrence avec une cinquantaine d'autres entraîne une baisse des prix qui démocratise le portrait à ce format dit « carte de visite ». Au verso, le photographe imprime sa publicité et parfois un numéro d'ordre pour faciliter les commandes de retirages.

## Acquisition par la Bibliothèque municipale de Lyon

### Achat de la collection par Jules Sylvestre
En 1895, Jules Sylvestre rachète une collection de photographies sur Lyon à Benjamin Escudié, gendre du photographe lyonnais Philippe-Fortuné Durand. Envisageant l'édition d'anciennes vues lyonnaises, il achète aux descendants de Philippe-Fortuné Durand, l'ensemble de ses daguerréotypes, qui sont reproduits sur plaque de verre. Ces photographies sont aujourd'hui fondues dans le fond et non identifiées.  

### Acquisitions récentes
Un daguerréotype de Philippe-Fortuné Durand a été acquis aux enchères par la Bibliothèque municipale de Lyon lors de la vente Ader à Paris le 3 juillet 2020, pour un montant de 7 040 euros via une préemption de l’État. Grâce au concours du FRRAB (Fonds régional de restauration et d'acquisition des bibliothèques) cofinancé par la Région Auvergne-Rhône-Alpes, cette acquisition vient enrichir la collection de Photographes en Rhône-Alpes, qui regroupe plus de 83 000 photographies anciennes et modernes sur Lyon et sa région. Cette photo sur plaque recouverte d'argent, représente un panorama de Lyon depuis Fourvière avec l'ancien et le nouveau pont du Change (pont de Nemours) endommagé par la crue de 1842, et l'église Saint-Nizier vers 1845. Le chantier du nouveau pont du Change et la démolition de l'ancien, jugé peu commode pour la navigation fluviale, constituent de précieuses indications chronologiques pour dater ce daguerréotype.

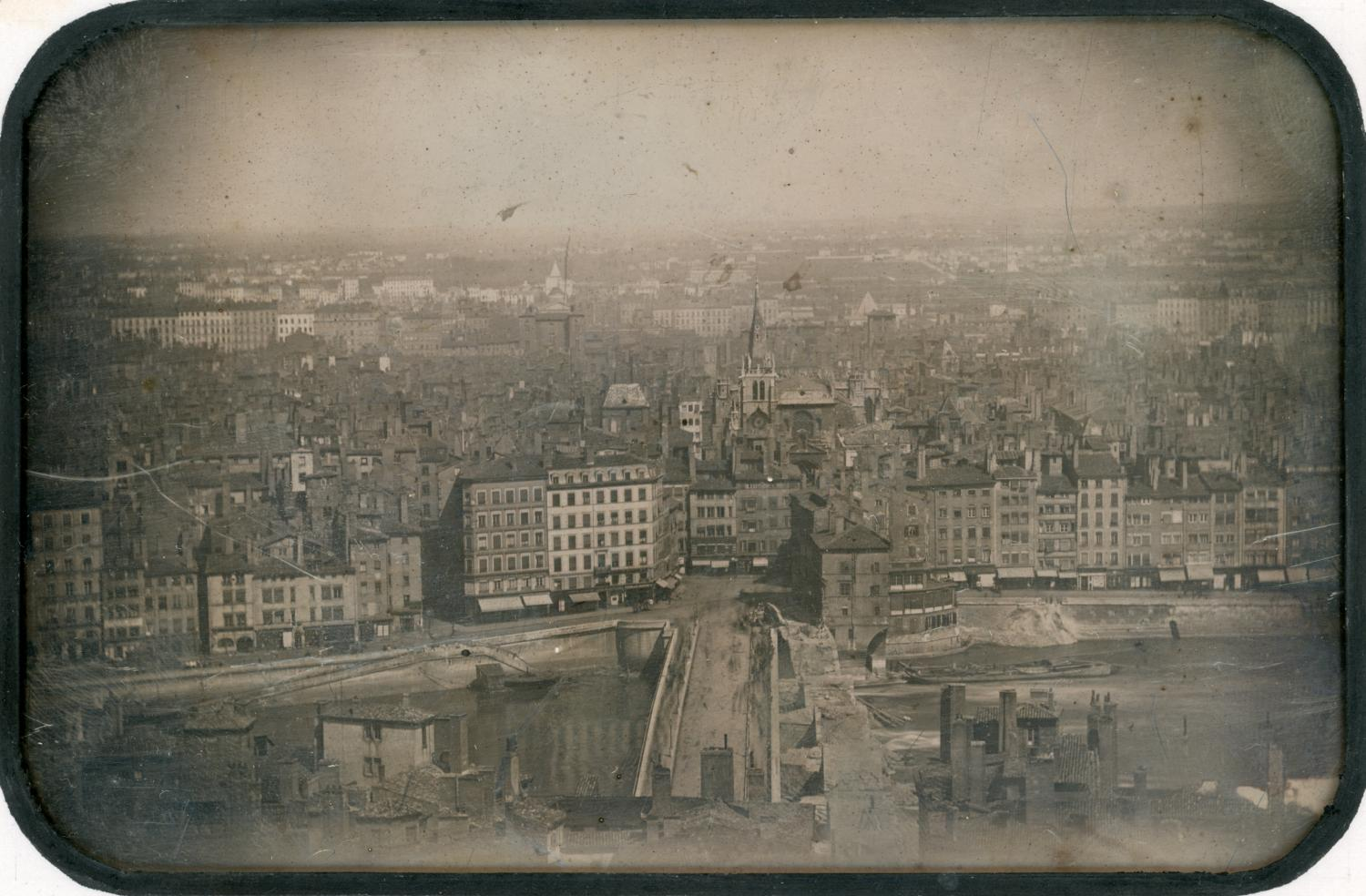
Panorama de Lyon depuis Fourvière avec l'ancien et le nouveau pont du Change et l'église Saint-Nizier.

## Vente aux enchères
La Galerie de Chartres avait organisé les 5 et 6 novembre 2021, la vente aux enchères de plus de 1 120 lots entièrement consacrés à la photographie, dont un daguerréotype de Durand, daté des années 1850, faisait partie des pièces phares. Estimé entre 7 000 et 10 000 euros, et conservé jusqu'alors dans une famille lyonnaise, cet exemplaire « unique et rare, à la fois par sa taille et par son ancienneté » affirme le commissaire-priseur Jean-Pierre Lelièvre, fit le beau résultat de 8 500 euros.